# Тичинович, Марио
Ма́рио Тичи́нович (хорв. Mario Tičinović; 20 августа 1991, Синь) — хорватский футболист, полузащитник. Выступал в составе молодёжной сборной Хорватии.

## Карьера
Тичинович начинал карьеру футболиста в клубе «Хайдук» из Сплита. 17 июля 2008 года хорват вышел на замену во встрече с мальтийской «Биркиркарой» и на 71-й минуте установил окончательный счёт 4:0. Игра проходила в рамках первого квалификационного раунда Кубка УЕФА 2008/09. На тот момент Марио было всего 16 лет и 11 месяцев, и тем самым он стал самым молодым игроком «Хайдука», забившим гол в еврокубках. В чемпионате Хорватии футболист дебютировал 3 августа 2008 года в матче с «Вараждином». Первую половину сезона 2010/11 Тичинович провёл в аренде в клубе «Карловац». В январе 2012 года полузащитник был арендован «Норшелланном». В Суперлиге Дании 2011/12 он отыграл 11 матчей, забив 1 гол. 1 июня 2012 года хорват подписал контракт с датской командой сроком на 3 года.

## Статистика выступлений
| Клуб   | Сезон        | Чемпионат | Чемпионат | Кубок | Кубок | Еврокубки | Еврокубки | Всего | Всего |
| Клуб   | Сезон        | Матчи     | Голы      | Матчи | Голы  | Матчи     | Голы      | Матчи | Голы  |
| ------ | ------------ | --------- | --------- | ----- | ----- | --------- | --------- | ----- | ----- |
| Хайдук | 2008/09      | 18        | 2         | -     | -     | -         | -         | 18    | 2     |
| Хайдук | За всё время | 18        | 2         | -     | -     | -         | -         | 18    | 2     |